# Terminzins
Der Terminzins (auch forward rate) bezeichnet einen Zinssatz, der für einen zukünftigen Zeitpunkt gilt. Das Gegenteil des Terminzinses ist der Kassazins, der ab sofort für eine bestimmte Laufzeit gilt.
Im Allgemeinen ist der Terminzinssatz nicht identisch mit dem Kassazinssatz in s für eine Mittelaufnahme bzw. Anlage bis t. Zudem muss der Terminzins kein guter Schätzer für diesen zukünftigen Kassazinssatz sein.

## Vorbemerkungen
Die hier aufgeführten Formeln für die Zinsrechnung verwenden folgende Symbole:
- Kassazins (Zinssatz für den Zeitraum von heute bis zum Zeitpunkt t): {\displaystyle r_{t}}
- Terminzins von s bis t: {\displaystyle r_{s,t}}
- Diskontfaktor des Zeitpunktes t: {\displaystyle d(t)}

Somit bezeichnet der Zinssatz :{\displaystyle \ r_{2,7}} den Zinssatz, welcher für eine fünfjährige Kapitalanlage gilt, die in zwei Jahren zu laufen beginnt. Der Kassazins als Spezialfall des Terminzinses notiert mit {\displaystyle r_{t}=r_{0,t}}.

## Berechnung aus Kassazinsen
Der Terminzins lässt sich aus den Kassazinsen zu verschiedenen Laufzeiten (Zinsstruktur) eindeutig berechnen. Die Terminzinssätze sind in der aktuellen Zinsstruktur {\displaystyle r_{s}} und {\displaystyle r_{t}} implizit enthalten. Man nennt sie deshalb auch implizite Zinssätze. Da die Darstellung einer Zinskurve durch ihre Diskontfaktoren ebenfalls möglich ist, können die Terminzinsen auch aus den Diskontkurven berechnet werden. Grundlage der Berechnung ist das Prinzip der Arbitragefreiheit. Der Terminzinssatz wird synthetisch erzeugt (Duplikation).
Man beachte, dass der Terminsatz natürlich von der gewählten Verzinsungsmethode und der gewählten Tageszählmethode abhängt.

### Diskrete Verzinsung
Für diskrete Verzinsung (angegeben in Zero rates) gilt:
{\displaystyle r_{0}(s,t)={\sqrt[{t-s}]{\frac {(1+r_{t})^{t}}{(1+r_{s})^{s}}}}-1{\text{ beziehungsweise }}r_{0}(s,t)={\sqrt[{t-s}]{\frac {d(s)}{d(t)}}}-1}

### Stetige Verzinsung
Für stetige Verzinsung (angegeben in Zero rates) gilt:
{\displaystyle r_{0}(s,t)={\frac {r_{t}\cdot t-r_{s}\cdot s}{t-s}}}.

### Beispiel
Es sei die folgende Zero-Zinskurve gegeben:
| Laufzeit | (stetiger) Zero-Zinssatz |
| 1        | 2,0 %                    |
| 2        | 3,0 %                    |
| 3        | 3,7 %                    |
| 4        | 4,2 %                    |
| 5        | 4,5 %                    |

Um Arbitrage zu verhindern, muss der stetige Terminzins für die Periode [1,2] – die in einem Jahr beginnende Zeitspanne von einem Jahr – genau so groß sein, dass zum heutigen Zeitpunkt egal ist, ob man das erste Jahr zu 2,0 %, das zweite Jahr zum Terminzins anlegt, oder ob man beide Jahre zu 3,0 % verzinst.
Also gilt: {\displaystyle (1\cdot 2)+(1\cdot R(1{,}2))=2\cdot 3{,}0} also {\displaystyle R(1{,}2)=6-2=4}, somit gilt R(1,2) = 4,0 %.
R(2,3) wird analog berechnet:
{\displaystyle (2\cdot 3,0)+(1\cdot R(2{,}3))=3\cdot 3{,}7}, also {\displaystyle R(2,3)=11{,}1-6=5{,}1}, somit gilt R(2,3)=5,1 %.
R(3,4):
{\displaystyle (3\cdot 3{,}7)+(1\cdot R(3{,}4))=4\cdot 4{,}2}, also {\displaystyle R(3{,}4)=16{,}8-11{,}1=5{,}7}, somit gilt R(3,4)=5,7 %.
R(4,5):
{\displaystyle (4\cdot 4{,}2)+(1\cdot R(4{,}5))=5\cdot 4{,}5}, also {\displaystyle R(4{,}5)=22{,}5-16{,}8=5{,}7}, somit gilt R(4,5)=5,7 %.
Insgesamt gilt also
| Laufzeit | Zero-Zinssatz | Terminzinssatz für ein Jahr |
| 1        | 2,0 %         |                             |
| 2        | 3,0 %         | 4,0 %                       |
| 3        | 3,7 %         | 5,1 %                       |
| 4        | 4,2 %         | 5,7 %                       |
| 5        | 4,5 %         | 5,7 %                       |

## Zusammenhang zwischen Zero-Zinskurve und Terminzinssätzen
Die allgemeine Formel lässt sich umformen zu {\displaystyle r_{s,t}=r_{t}+(r_{t}-r_{s}){\frac {s}{t-s}}}. Daraus sieht man: gilt zwischen s und t, dass {\displaystyle r_{t}>r_{s}} (steigende Kurve – Normalfall), dann gilt {\displaystyle r_{s,t}>r_{t}}, d. h. die Forward-Rate ist größer als beide Zerosätze. Hat man dagegen eine fallende Kurve, also {\displaystyle r_{t}<r_{s}}, dann gilt auch {\displaystyle r_{s,t}<r_{t}}, der Terminzinssatz ist also kleiner als beide Zerosätze.